# Sweet Water
Pour les articles homonymes, voir Sweetwater.
Sweet Water est une municipalité américaine située dans le comté de Marengo en Alabama.
Selon le recensement de 2010, sa population est de 258 habitants. La municipalité s'étend sur 2,02 milles carrés (5,23 km2).
Le bureau de poste de Sweet Water ouvre en 1848 et prend le nom d'un ruisseau à proximité. La localité est déplacée vers le nord dans les années 1870. Elle devient une municipalité en 1963.

## Démographie
| 1970 | 1980 | 1990 | 2000 | 2010 | - |
| ---- | ---- | ---- | ---- | ---- | - |
| 265  | 253  | 243  | 234  | 258  | - |